# Dicliptera transvaalensis
Dicliptera transvaalensis är en akantusväxtart som beskrevs av C.B. Ci.. Dicliptera transvaalensis ingår i släktet Dicliptera och familjen akantusväxter. Inga underarter finns listade i Catalogue of Life.